# Gidon Kremer
Gidon Kremer (Riga, 28 de febrero de 1947) es un violinista y director de orquesta letón.

## Biografía
Kremer nació en Riga (entonces parte de la Unión Soviética, hoy Letonia), en una familia de origen judío-alemán. Su padre era un superviviente del Holocausto. Empezó a tocar el violín a los cuatro años, recibiendo clases de su padre y su abuelo, ambos violinistas profesionales. Estudió en la Escuela de Música de Riga y con David Oistrakh en el Conservatorio de Moscú. En 1967 ganó el tercer premio en el Concurso Internacional de Música Reina Isabel de Bélgica de Bruselas. Después, en 1969, consiguió el segundo premio en el Concurso Internacional de Violín de Montreal, seguido por el primer premio en el Concurso Paganini de Génova. Finalmente, consiguió el primer premio en 1979 en el Concurso Internacional Chaikovski de Moscú.
Su primer concierto en Europa Occidental tuvo lugar en Alemania en 1975, seguido por actuaciones en el Festival de Salzburgo de 1976 y en la ciudad de Nueva York en 1977. En 1981 fundó un festival de música de cámara en Lockenhaus, Austria, poniendo especial interés en obras nuevas y no convencionales. Desde 1992 el festival se conoce como "Kremerata Música" y en 1996 fundó la orquesta de cámara Kremerata Báltica, formada por músicos jóvenes de la región del Báltico. Kremer fue también director artístico del festival "Art Projekt 92" en Múnich y es el director del festival Musiksommer Gstaad en Suiza.
Kremer es conocido por su amplio repertorio, que comprende desde Antonio Vivaldi y J. S. Bach hasta compositores contemporáneos. Ha dado a conocer obras de compositores como Astor Piazzolla, George Enescu, Philip Glass, Alfred Schnittke, Leonid Desyatnikov, Alexander Raskatov, Alexander Vustin, Lera Auerbach, Pēteris Vasks, Arvo Pärt, Roberto Carnevale y John Adams. Entre los muchos compositores que le han dedicado obras se cuentan Sofia Gubaidulina (Offertorium) y Luigi Nono (La lontananza nostálgica utópica futura). Ha tocado con Valery Afanassiev, Martha Argerich, Oleg Maisenberg, Mischa Maisky, Yuri Bashmet y Vadim Sakharov.  Tiene una larga discografía con Deutsche Grammophon, para la que graba desde 1978; ha grabado también para Philips, Decca, ECM y Nonesuch.

## Instrumentos
Kremer tiene en su haber un Guarneri del Gesù de 1730 y un Stradivari de 1734, conocido como el "Baron Feititsch-Heermann". Actualmente toca un Nicolò Amati de 1641.

## Discografía selecta
- Bach: Conciertos de Brandeburgo n.º 1-6; Conciertos BWV 1043 & 1060. Con Marriner, Holliger, ASMF (2001 Philips).
- Bach: Conciertos para violín n.º 1-3; Concierto para oboe BWV 1053. Con Holliger,  ASMF (1982 Decca).
- Bach: Sonatas y partitas para violín n.º 1-6. (1980 Philips).
- Beethoven: Sonatas para violín n.º 6-8. Con Argerich (1994 DG).
- Beethoven: Sonatas para violín n.º 9 "Kreutzer" & n.º 10 "The Cockcrow". Con Argerich (1995 DG).
- Beethoven: Sonatas para violín. Con Argerich (1995 DG).
- Berg: Concierto para violín; Tres piezas orquestales. Con la Sinfónica de la Radio de Baviera; Colin Davis (1985 Philips).
- Brahms: Concierto para violín; Concierto para violín y violonchelo. Con Maisky, Bernstein (DG).
- Brahms, Schumann: Cuarteto n.º 1; Fantasiestücke Op. 88 (trio pf.). Con Argerich, Bashmet, Maisky (2002 DG).
- Glass, Schnittke: Concierto para violín; Concerto grosso n.º 5. Con Dohnanyi, WPO (1991, 1992 DG).
- Gubaidulina: Offertorium; Homenaje a Eliot. Con Dutoit, BSO, Keulen (1987, 1988 DG).
- Lourie: Concierto de cámara; A Little Chamber Music. Con Deutsche Kammerphilharmonie, Kenneth Riegel, Thomas Klug (1993 DG).
- Mendelssohn: Concierto para violín y piano; Concierto para violín. Con Argerich, Orpheus CO (DG).
- Mozart: Conciertos para violín n.º 1-5; Sinfonía concertante. Con Harnoncourt, WPO (DG).
- Mozart: Divertimento K. 563. Con Yo-Yo Ma, Kashkashian (1985 Sony)
- Mozart: Trío Kegelstatt; Dúos para violín y viola. Con Kashkashian, Afanassiev (1985 DG).
- Nono: La lontananza; Hay que caminar. Con Tatjana Grindenko (1992 DG).
- A Paganini. Con Virtuoso Violin Music. (1986 DG).
- Paganini: Concierto para violín n.º 4. Con Sonata Varsovia, WPO, Muti (1997 Philips).
- Piazzolla: Las cuatro estaciones de Buenos Aires; Vivaldi: Las cuatro estaciones. Con Kremerata Baltica (2000 Nonesuch).
- Hommage à Piazzolla. (1996 Nonesuch).
- Saint-Saëns, Ridout, Meschwitz: El carnaval de los animales. Con Argerich, Freire, Maisky (1981, 1987 Philips).
- Schnittke: Concierto para tres; Trío para cuerda. Con Moscow Soloists Ensemble, Rostropovich, Bashmet (2007 EMI).
- Schubert: Obras para violín. (2002 DG).
- Schubert: Octeto D. 803. Con Van Keulen, Zimmerman, Geringas, Posch, Brunner, Vlatkovic, Thunemann (1987 DG).
- Schubert, Liszt: Erlkönig, Dúos & Transcripciones. Con Maisenberg (1995 DG).
- Shostakovich: Sonata para violín. Con Kremerata Baltica, Bashmet (2006 DG).
- Shostakovich & Chaikovski: Tríos para piano. Con Argerich, Maisky (1999 DG).
- Shostakovich: Cuarteto n.º 15; Gubaidulina: Rejoice! Con Phillips, Kashkashian; Yo-Yo Ma (1989 Sony BMG; CBS).
- Strauss: Sonata para violín y piano; Dvořák: 4 Piezas románticas para violín y piano; Kreisler: Schön Rosmarin, Liebesleid, Syncopation. Con Maisenberg (1999 DG).
- Chaikovski: Concierto para violín. Con BPO, Maazel (1980 DG).
- Vivaldi: Las cuatro estaciones. Con LSO, Abbado (1990 DG).
- Kremer. After Mozart. Con Kremerata Baltica (Rhino). Grammy 2002
- Silencio: Pärt, Glass & Martynov. Con Kremerata Baltica (2005 Nonesuch).
- Kremer. New seasons. Musiche di Glass; Pârt; Kancheli; Umebayashi. Con Kremerata Baltica (2013 DG).
- Kremer. Sonatas para violín y otras músicas de cámara. Con Argerich, Schiff, Meyer, Maisenberg (2015 DG).